# Stéphane Maurice Bongho-Nouarra
Stéphane Maurice Bongho-Nouarra (ur. 6 czerwca 1937 w Ouesso, zm. 7 października 2007 w Brukseli) – kongijski polityk, premier Konga w 1992 roku, odwołany w wyniku wotum nieufności. Od 1993 do 1996 roku był ministrem obrony.

## Życiorys
Od 1959 do 1962 kształcił się we Francji na inżyniera agrokultury. Po studiach pracował w Ministerstwie Agrokultury Republiki Konga. W 1966 roku został przewodniczącym Chambre Économique de Congo-Brazzaville, a także przewodniczącym Union des Jeune Chambre d'Expression Française. W tym samym roku prezydent Alphonse Massamba-Debat mianował go prezesem Congo Conseil Économique et Social. Następnie został mianowany sekretarzem stanu w Ministerstwie Agrokultury, a następnie ministrem robót publicznych.
W 1970 roku został aresztowany pod zarzutem konspirowania przeciwko rządowi. Został skazany na 10 lat więzienia. Został uwolniony w 1971 roku w wyniku amnestii, następnie wyjechał do Paryża. W tym czasie założył kilka firm m.in. w Beninie, Kongo oraz w Wybrzeżu Kości Słoniowej.
W 1991 roku powrócił do Konga, żeby wziąć udział w Konferencji Narodowej, poprzedzającej uchwalenie nowej konstytucji. Został jednym z wiceprzewodniczących tego wydarzenia. Został następnie sekretarzem generalnym organizacji Alliance Nationale pour la Démocratie (AND).
W wyborach parlamentarnych w 1992 roku został wybrany deputowanym do Zgromadzenia Narodowego w okręgu Mbama w departamencie Cuvette z list Partii Odbudowy i Rozwoju Konga. 2 września 1992 roku prezydent Pascal Lissouba powołał go na urząd premiera Konga (z ramienia Panafrykańskiego Związku na rzecz Demokracji Społecznej). 7 września Bongho-Nouarra powołał swój rząd. W międzyczasie powstała nowa koalicja Unia na rzecz Odnowy Demokratycznej (URD) (złożona z 7 partii, w tym między innymi z Kongijskiej Partii Pracy), która to 31 października przeprowadziła udane wotum nieufności wobec rządu Bongho-Nouarra, w wyniku czego podał się on do dymisji. Oficjalną rezygnację złożył 6 grudnia.
Od 1993 do 1996 roku był ministrem obrony. 5 czerwca 1997, z powodu obalenia Pascala Lissouby, opuścił Kongo. Powrócił do Konga rok później, żeby wziąć udział w Narodowym Forum Pojednania, które miało nakreślić charakter i czas trwania rządu tymczasowego po wojnie domowej.
Zmarł 7 października 2007 roku w Brukseli.